# Diploceraspis
Diploceraspis — рід диплокаулід нектрідових. Мешкав у Північній Америці в пермський період. Дуже нагадує свого родича Diplocaulus. Загалом він має ті ж риси, що й Диплокаулус, хоча він був меншим — понад 46 см. Beerbower спочатку визнав два види, D. burkei та D. conemaughensis, але вони більше не вважаються відмінними один від одного, оскільки було виявлено, що діапазони їхніх розмірів збігаються. Інші види включають D. meritae з Небраски та невизначений вид з Оклахоми . Diplocaulus minimus пізньопермського Марокко може належати до цього роду.